# Вињакастризи (Лече)
Вињакастризи (итал. Vignacastrisi) је насеље у Италији у округу Лече, региону Апулија.
Према процени из 2011. у насељу је живело 1350 становника. Насеље се налази на надморској висини од 93 м.